# Улісес Еро
Улісес Іларіон Еро Ліберт (21 жовтня 1845 — 26 липня 1899) — домініканський політичний діяч, тричі президент країни.
Усунув від влади президента Грегоріо Луперона і встановив в країні диктаторський режим. Піднесення Домінікани ха правління Еро було пов'язане із зростанням виробництва цукру, за обсягами якого держава швидко вийшла на провідні позиції у світі. Цукрові заводи належали переважно іноземцям — американцям, німцям, італійцям, пуерториканцям, кубинцям. Працювали на них здебільшого мігранти з інших Антильських островів і араби — їм можна було платити менше, не дбаючи про умови праці та соціальний захист.
Ще більше стабільність режиму Еро залежала від зовнішніх запозичень, які надавалися Домінікані в розрахунку на доходи від «цукрового буму». Але наприкінці XIX сторіччя ціни на цукор почали падати. Щоб розхрахуватися з боргами, диктатор змушений був віддати контроль над митними зборами американській приватній компанії. Втім, і це не допомогло. Еро перейшов до прямого рекету великих власників і неконтрольованого друку грошей, що спричинило численні банкрутства. Підприємці змовилися між собою і вбили диктатора.